# Sinegorsk (Sakhalín)
|  | Per a altres significats, vegeu «Sinegorsk (Krasnodar)». |

Sinegorsk (rus: Синегорск) és un poble de la ciutat de Iujno-Sakhalinsk, a l'óblast russa de Sakhalín. El 2013 tenia 1.698 habitants.